# John Gay
John Gay (Barnstaple, Devon, 30 de juny de 1685 - Londres, 4 de desembre de 1732) va ser un poeta i dramaturg anglès. És conegut sobretot com a llibretista de The Beggar's Opera (1728), a la qual va fer els arranjaments musicals Johann Christoph Pepusch. Els personatges, incloent el capità Macheath i Polly Peachum, es van fer molt coneguts. Com a poeta, la seva obra més coneguda són les Fables (Faules, 1738). El 1713, juntament amb els seus amics Jonathan Swift, Alexander Pope i John Arbuthnot va fundar el Club Scriblerus, que va ser força actiu políticament malgrat la seva brevetat.